# 青木湯之助
青木 湯之助（あおき ゆのすけ、明治39年（1906年） - 昭和54年（1979年）12月27日）は、日本の実業家、俳優、タップダンサー。芸名は、郷 宏之（ごう ひろゆき）。和歌山県出身。レストランチェーン紅花（BENIHANA）創業者。日本橋のレストラン「紅花」の元社長・青木四郎は四男。

## 経歴
1906年（明治39年）、江戸時代は紀州徳川直参の旗本だった士族の青木家に生まれる。15歳のときに家出し、貨物船に密航を企てるが発見されて放り出され、大阪を放浪。旅芸人一座に拾われる。タップダンサー稲葉実に師事し、大正末期から昭和初期にかけて俳優、タップダンサーとして活躍する。タップダンスの生徒だった、かつと結婚する。
1937年（昭和12年）日本橋にジャズ喫茶エリントンを開業する。終戦後、焼け野原となった東京に汁粉屋「紅花」を新築開業したことが当たり、以降、本格的にコーヒーショップやレストランなど多角経営に乗り出し、洋食屋チェーン「紅花」を展開することとなる。店名の「紅花」の由来は、焼け野原に咲く1輪の赤い花を、妻かつが見つけたことから。
洋食屋「紅花」の客であった日系二世の商社社長・前岡正美との交流をきっかけに、1955年以降、4回に亘り渡米。
1961年（昭和39年）、妻かつ、3人の息子達らと共に力を合わせ、「BENIHANA OF TOKYO」第1号店をニューヨークのマンハッタン西56丁目に開業する。精進料理屋「バンブーハウス」を5,000ドルで買い取り、大改装した上での新装オープンだった。内装材には日本から運んだ合掌造りの梁や柱を使った。続いて第2号店を東56丁目に、第3号店をシカゴに開店。その後、西海岸へ次々と店舗を出店していく。
1971年、「BENIHANA OF TOKYO」とは別業態の「GASHO OF JAPAN」を四男である青木四郎と開業。
1979年（昭和54年）12月27日3時40分、死去。享年73。

## 芸歴
- 昭和12年（1937年）1月14日〜20日、弟13回「日劇サーカス」2景、主演 NDT（日劇ダンシングチーム）、萩野幸久・郷宏之の道化師コンビのタップ

## 著書
- 『東京で儲けた私』（1957年、学風書院）
- 『千客万来』（1959年、日本の百人全集第9巻、東京学風書院）
- 『ニューヨークで儲ける私 ― レストラン主人の欧米見聞記』（1960年、学風書院）
- 『私なら知恵で売る ― ベニハナ集団の勇気の物語』（1969年、日本経営出版社）
- 『見ろ！痛快に！儲ける！俺はアメリカで大暴れ』（1974年、ベストセラーシリーズ、ワニの本、KKベストセラーズ）
- 『水商売の天才戦術 ― コーヒーとステーキで儲けろ！』（1978年、ベストセラーシリーズ、ワニの本、KKベストセラーズ）